# Victor Rolla
Victor Wladimir Rolla, född 17 juni 1870 i Vitsebsk i Kejsardömet Ryssland, död 29 maj 1890 vid Ålön, väster om Ljusterö, Stockholms skärgård, var en varietéartist, ballongflygare och fallskärmshoppare som uppträdde under artistnamnet Kapten Rolla. När han förolyckades under en ballonguppstigning blev han det första dödsoffret för en flygrelaterad olycka i Sverige.

## Ursprung
Rolla hade låtit naturalisera sig som rysk undersåte i Reval (Tallinn), där han som akrobat varit elev hos en luftseglare, Charles Leroux(en). Leroux drunknade 1889 i Revals hamn under ett misslyckat fallskärmshopp från sin ballong.

## Ballonguppstigningar och fallskärmshopp
På våren 1890 kom Rolla till Stockholm från Helsingfors där myndigheterna hade hindrat honom från att använda sin ballong och fallskärm på grund av riskerna med detta.
Rolla genomförde 15 maj 1890 sin första ballonguppstigning från Mosebacke torg i Stockholm. Han hade en fallskärm fasthakad vid ballongen och det var tänkt att han skulle använda den. Ballongen steg dock inte tillräckligt utan landade i en plantering innan Rolla hade kunnat använda fallskärmen. Den andra uppstigningen 18 maj gick något bättre. Ballongen steg till hög höjd och han klättrade från den, ned till fallskärmen och lösgjorde den från ballongen. Han trasslade emellertid in sig i fallskärmens linor och den vecklade delvis ut sig i sista stund. Rolla landade i vattnet mellan Skeppsholmen och Kastellholmen där Djurgårdsfärjan fiskade upp honom. Ballongen hade en ventil som öppnades när fallskärmen frigjordes; den sjönk snabbt, slog ned och bärgades i Stadsgården. Det var första gången ett lyckat fallskärmshopp utfördes i Stockholm.

### Dödsolyckan

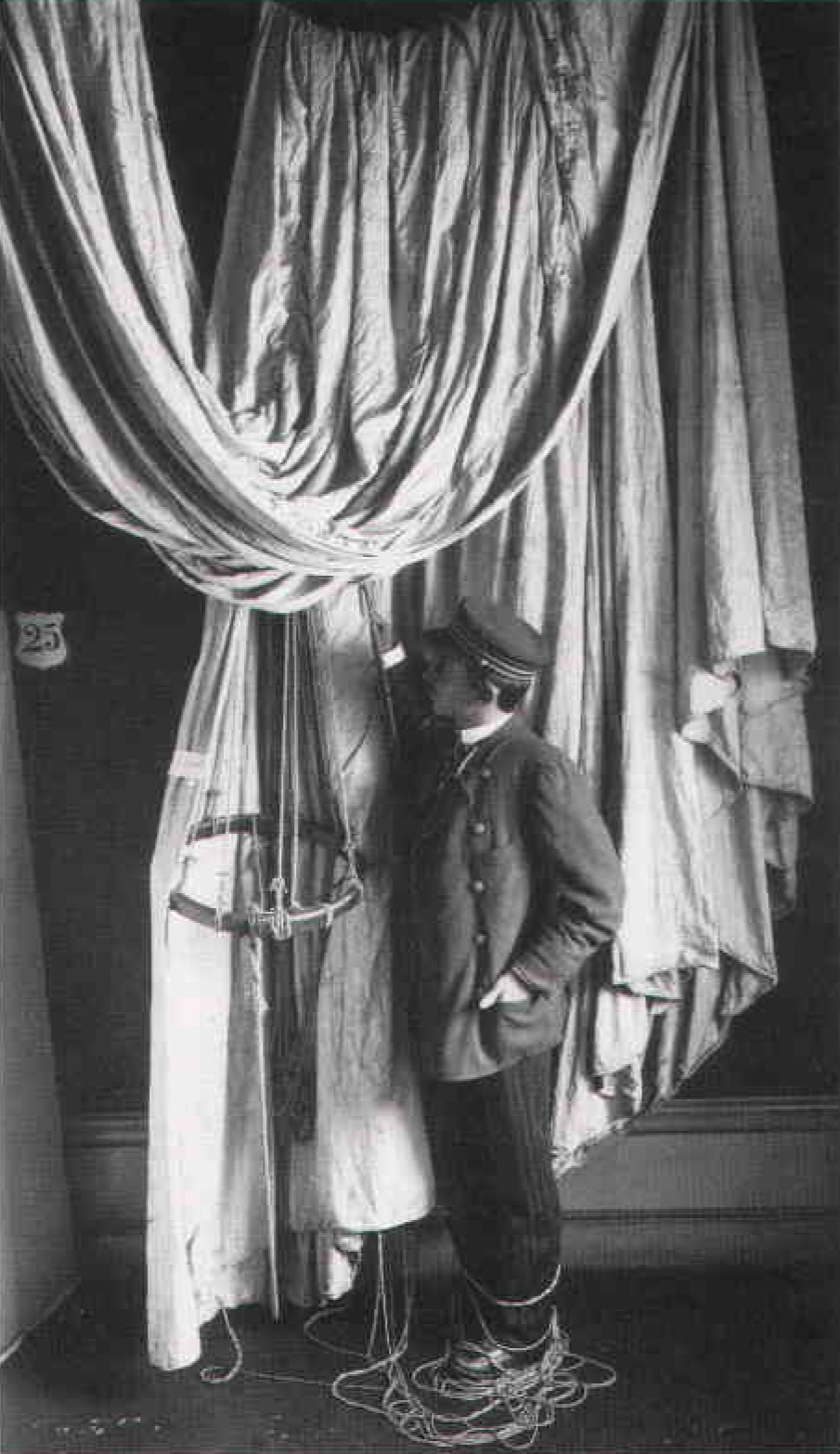
Vaxdockan av Victor Rolla och hans fallskärm på Panoptikon

Vid den tredje uppstigningen 29 maj 1890 kl 20:00, skedde ett missöde när ballongen skulle släppas iväg. Ballongen hade kommit i gungning och av misstag frigjordes fallskärmen från ballongen, dock utan att ventilen som skulle få ballongen att sjunka, öppnades. Ballongen flög snabbt iväg och drev mot Stockholms skärgård med Rolla ombord. Mellan klockan 21 och 22 var han synlig i luften ovanför Vaxholm på en betydande höjd drivande mot Värmdölandet där spåren efter honom upphörde. Dagen efter vid 10-tiden fann en fiskare honom död flytande utanför Ålön. Kroppen fördes till Karolinska institutionen där läkarna ansåg att han förfrusit och sålunda ljutit döden innan han kom i vattnet. Rolla blev därmed det första dödsoffret för en flygrelaterad olycka i Sverige. Olyckan väckte ett enormt uppseende och blev bland annat besjungen i skillingtryck. Samtida tidningar uppskattade att en folkmassa på minst 50 000 personer fanns längs liktågets väg till Karolinska institutets gravkapell, där begravningshögtiden ägde rum.
Ballongen hittades två dagar efter att man funnit Rolla, drivande i västra Saxarfjärden inte långt från Ljusterö. Den finns bevarad på Stockholms stadsmuseum. Rolla begravdes på Norra begravningsplatsen.
En vaxdocka av Rolla tillsammans med hans fallskärm ställdes ut på Panoptikon i Stockholm den 10 juni 1890. Den blev kvar i vaxkabinettet tills det avvecklades 1924. Skulptören Thord Christensen hade gjort en dödsmask av Rolla när han låg på lit de parade i Karolinska institutets gravkapell.